# Mémorial Van Damme 2015
Navigation
Édition précédente Édition suivante
Le Mémorial Van Damme 2015 est la 39e édition du Mémorial Van Damme qui se déroule le 11 septembre 2015 au Stade Roi Baudouin de Bruxelles, en Belgique. Il constitue la dernière étape et l'une des deux finales de la Ligue de diamant 2015.

## Résultats

### Hommes
| Épreuve           | Vainqueur                            | Second                            | Troisième                           |
| ----------------- | ------------------------------------ | --------------------------------- | ----------------------------------- |
| 100 m (-0,4 m/s)  | Justin Gatlin 9 s 98                 | Femi Ogunode 9 s 99               | Jimmy Vicaut 9 s 99                 |
| 800 m             | Adam Kszczot 1 min 45 s 12           | Nijel Amos 1 min 45 s 25          | Amel Tuka 1 min 45 s 45             |
| 5 000 m           | Yomif Kejelcha 12 min 53 s 98 WL, PB | Hagos Gebrhiwet 12 min 54 s 70 SB | Abdelaati Iguider 12 min 59 s 25 PB |
| 400 m haies       | Jeffery Gibson 48 s 72               | Bershawn Jackson 48 s 76          | Kariem Hussein 48 s 87              |
| Saut à la perche  | Renaud Lavillenie 5,95 m             | Shawnacy Barber 5,85 m            | Konstadínos Filippídis 5,80 m       |
| Triple saut       | Christian Taylor 17,59 m             | Pedro Pablo Pichardo 17,06 m      | Lyukman Adams 16,97 m               |
| Lancer du poids   | Tomas Walsh 21,39 m                  | O'Dayne Richards 21,37 m          | Joe Kovacs 21,35 m                  |
| Lancer du javelot | Tero Pitkämäki 87,37 m               | Thomas Röhler 86,56 m             | Keshorn Walcott 84,03 m             |

### Femmes
| Épreuve                | Vainqueur                               | Seconde                         | Troisième                       |
| ---------------------- | --------------------------------------- | ------------------------------- | ------------------------------- |
| 200 m (0,0 m/s)        | Dafne Schippers 22 s 12                 | Allyson Felix 22 s 22           | Elaine Thompson 22 s 26         |
| 400 m                  | Shaunae Miller 50 s 48                  | Francena McCorory 50 s 59       | Stephenie Ann McPherson 51 s 00 |
| Mile                   | Faith Kipyegon 4 min 16 s 71 AR, WL, MR | Sifan Hassan 4 min 18 s 20 NR   | Shannon Rowbury 4 min 22 s 10   |
| 100 m haies (+0,1 m/s) | Dawn Harper-Nelson 12 s 63              | Sharika Nelvis 12 s 65          | Jasmin Stowers 12 s 76          |
| 3 000 m steeple        | Habiba Ghribi 9 min 5 s 36 AR, WL, MR   | Hyvin Jepkemoi 9 min 10 s 15 PB | Sofia Assefa 9 min 12 s 63 SB   |
| Saut en hauteur        | Mariya Kuchina 2,01 m =PB               | Anna Chicherova 1,97 m          | Ruth Beitia 1,93 m              |
| Triple saut            | Caterine Ibargüen 14,60 m               | Hanna Knyazyeva-Minenko 14,42 m | Ekaterina Koneva 14,37 m        |
| Lancer du disque       | Sandra Perković 67,50 m                 | Denia Caballero 65,77 m         | Nadine Müller 62,64 m           |